# Виргинский, Виктор Семёнович
Виктор Семёнович Виргинский (псевдоним, настоящая фамилия — Гуревич; 5 сентября 1908 — 7 апреля 1989) — советский историк, специалист в области истории естествознания и техники, доктор исторических наук (1951), профессор Московского педагогического государственного университета (1954).

## Биография
Родился Виктор Семёнович 5 сентября 1908 года в городе Мытищи. После окончания в 1924 году девятилетней трудовой школы в Сергиево (ныне — Сергиев Посад) в 1925 году поступил в Московский институт народного хозяйства имени Г. В. Плеханова, который окончил в 1930 году. Учился в аспирантуре в Московском институте истории, философии и литературы имени Н. Г. Чернышевского, которую окончил в 1939 году. В годы Великой Отечественной войны Виктор Виргинский был в эвакуации в Новосибирске.
Защитил диссертации: кандидатскую на тему «Французская металлургия во время Великой Французской революции XVII в.» в МИФЛИ, докторскую по теме «Возникновение русских железных дорог и железнодорожный вопрос в России до начала 40-х гг. XIX в.» в Институте истории АН СССР.
Работал в Московском институте международных отношений Народного комиссариата иностранных дел СССР, был преподавателем-консультантом в Московском консультационном пункте заочного отделения Высшей партийной школы при ЦК ВКП(б).
С 1947 года является действительным членом Всесоюзного общества по распространению политических и научных знаний, в 1949—1951 годах — внештатный редактор и автор статей в издательстве Большой Советской Энциклопедии в ред. «История естествознания и техники».
Работал в 10 высших учебных заведениях в городе Москве, с 1951 года — в Московском педагогическом государственном институте им. В. И. Ленина, где преподавал более 30 лет, читал лекции, спецкурсы, проводил практические занятия по истории СССР с древнейших времен до конца XX века, занимался научной работой, подготавливал аспирантов для защиты диссертаций. В 1964—1965 годах — читал на историческом факультете подготовленный им лекционный курс «История науки и техники», вплоть до своей кончины в 1989 году занимался научной деятельностью.
Является автором книг: История техники железнодорожного транспорта. Вып. I—IV. М., 1936; Начало парового судоходства в России (из истории русской транспортной техники до 40-х гг. прошлого века). М., 1948; Возникновение железных дорог в России до начала 40-х гг. XIX в. М., 1949; Русские изобретатели Черепановы и их роль в развитии горно-металлургического производства. М., 1952; Владимир Федорович Одоевский. Естественнонаучные взгляды. 1804—1869 гг. М., 1975; Очерки истории науки и техники. 1870—1917 гг. / в соавт. с В. Ф. Хотеенковым. М., 1988; в серии «Жизнь замечательных людей» вышла книга «Черепановы» (1957).
Скончался Виктор Семёнович в Москве 7 апреля 1989 года, похоронен на Ваганьковском кладбище.

## Основные публикации
- Виргинский В. С. Джордж Стефенсон. 1781—1848 / АН СССР. — М.: Наука, 1964. — 216 с. — (Научно-биографическая серия).
- Виргинский В. С. Владимир Федорович Одоевский. 1804—1869: Естественнонаучные взгляды / АН СССР. — М.: Наука, 1975. — 112 с. — (Научно-биографическая серия).
- Виргинский В. С., Либерман М. Я. Михаил Иванович Сердюков. 1677—1754 / Отв. ред. д-р технич. наук А. А. Чеканов; АН СССР. — М.: Наука, 1979. — 128 с. — (Научно-биографическая серия). — 13 800 экз.